# Gaetano Costa (mafioso)
Gaetano Costa, detto "Facci i sola" (Messina, ...), è un mafioso e collaboratore di giustizia italiano, considerato il boss mafioso più influente del panorama mafioso messinese tra gli anni 70 e gli anni 80.

## Biografia

### La guerra tra clan a Messina
Coinvolto in meccanismi di criminalità organizzata sin dagli anni 70, e boss del quartiere Giostra, Gaetano Costa, soprannominato "facci i sola" si affiliò ad una 'ndrina calabrese, facendosi strada nella gerarchia criminale della 'ndrangheta e importando a Messina un modello organizzativo criminale simile. Successivamente le compagini criminali nel capoluogo di provincia divennero due: quella con a capo Gaetano Costa e i suoi vice, e quella capitanata da Placido Cariolo (più presente nella zona sud). Il clan Costa ed il clan Cariolo entrarono in guerra tra loro per il controllo della città. La rivalità tra i due clan messinesi si interrompe con la "Pace di Volterra", chiamata così perché stipulata dal Costa e dal Cariolo nel carcere di Volterra. La conseguenza principale della pace fu una sorta di mistura tra i due clan.

### Il maxiprocesso di Messina
Nel 1986 a seguito di numerosi omicidi e fatti allarmanti come come l'attentato dinamitardo all'abitazione del giudice Francesco Providenti e la bomba esplosa alla redazione della Gazzetta del Sud si istituì il cosiddetto maxiprocesso di Messina. Tra gli imputati di tale processo c'era anche Gaetano Costa e diversi uomini del suo clan, oltre ad altre figure criminali della città di Messina e della provincia, racchiuse in altre tre potenziali cosche. Il crimine di associazione a delinquere di tipo mafioso (art. 416-bis del codice penale) fu riconosciuto solo per ventisette imputati considerati membri del clan Costa, mentre le altre tre cosche non furono classificate come mafiose.

### L'omicidio dell'avvocato D'Uva
Nino D'Uva era uno degli avvocati penalisti più in vista del capoluogo peloritano. Ben 13 imputati al Maxiprocesso di Messina lo avevano scelto come avvocato difensore. Il 6 maggio 1986 al terzo piano di Palazzo D'Alcontres, in via San Giacomo, viene ucciso da un killer che, anni dopo, una serie di pentiti dichiareranno essere Placido Calogero, un ragazzo di 19 anni. Il mandante era il padrino Gaetano Costa, il quale riteneva "troppo blanda" la linea difensiva di D'Uva e degli avvocati difensori in generale. Costa agiva inoltre su richiesta di Natale Iamonte, boss della 'ndrina di Melito di Porto Salvo, il quale intendeva punire il rifiuto di D'Uva di difenderlo in un processo. Il killer agì in seguito ad un atto eclatante compiuto dallo stesso Costa. Egli infatti lanciò, in aula, durante il Maxiprocesso, una scarpa contro D'Uva. L'omicidio ebbe dunque, secondo molti, lo scopo di lanciare un messaggio a coloro che stavano partecipando al procedimento penale. Lo stesso pm Italo Materia dichiarerà in seguito: "il delitto D'Uva fu compiuto per influire sul maxiprocesso".
Il 7 dicembre del 1995, la sentenza di primo grado condannò, in qualità di mandanti dell'omicidio D'Uva, il boss della ‘ndrangheta Natale Iamonte alla pena dell'ergastolo mentre Gaetano Costa ebbe quindici anni di reclusione grazie allo sconto di pena previsto per i collaboratori di giustizia. Come esecutori materiali dell'omicidio furono invece condannati all'ergastolo Placido Calogero e Giuseppe De Domenico. Le pene furono poi ridotte in appello a 24 anni per Iamonte, 23 anni e mezzo per Calogero, 21 anni per De Domenico e 12 anni per Costa, con sentenza del 26 gennaio 1998, confermata integralmente dalla Corte di Cassazione il 4 gennaio del 1999. 

### Il ruolo nella 'Ndrangheta
Nel processo "Ndrangheta Stragista" anni dopo, Costa ha rivelato di essere stato inserito nella Ndrangheta per mano dei Piromalli di Gioia Tauro, di aver stretto rapporti con i De Stefano di Reggio Calabria, e di essersi fatto strada tra le file ndranghetiste fino a divenire membro della "Santa", un gruppo ristretto di ventuno membri di altro profilo criminale appartenenti alla Ndrangheta. Ha anche espresso di essere stato a capo di una forza mafiosa della portata di 300 persone quando era boss di Messina affiliato alla Ndrangheta.

### Le rivelazioni nel processo "Ndrangheta Stragista" e il rapporto con Leoluca Bagarella
Nello stesso processo ha affermato di aver fatto amicizia con Leoluca Bagarella mentre si trovavano entrambi nello stesso carcere a Pianosa, anche se ha specificato che "precedentemente c'era stata una conoscenza, perché si era creato un rapporto epistolare tramite terze persone. (…)  e altre persone, che mi mandavano i suoi saluti, e io ricambiavo tramite loro". Bagarella pare abbia inoltre fatto richiesta che Costa venisse messo in cella con lui. Ha sostenuto di essere stato incaricato, insieme allo stesso Bagarella, di assassinare Raffaele Cutolo, il capo della nuova camorra organizzata. Le parole del Costa furono: «Conobbi Leoluca Bagarella nel carcere di Pianosa, e crebbe tra di noi questa forma di amicizia anche negativa. Si era instaurato un buon rapporto anche molto confidenziale, su argomenti molto delicati che competevano l’eliminazione di qualche nemico. Lui (Bagarella, ndr) mi aveva anche proposto, che nel caso arrivasse lì a Pianosa, un personaggio, Cutolo, si doveva eliminare. Per sua fortuna a Pianosa non ci arrivò. Lo avremmo dovuto eliminare materialmente io e lui (Bagarella, ndr), in pratica». Inoltre ha dichiarato che in passato cosa nostra aveva avuto intenzione di aprire un casinò a Taormina e che per discutere di ciò, era stato fatto un summit mafioso tra messinesi, catanesi e palermitani.

### Il coinvolgimento nel progetto della "Cosa Nuova"
Costa aveva rapporti con gran parte delle 'ndrine calabresi più potenti, ed era stato informato della possibile creazione, mai realizzata, della cosiddetta "Cosa Nuova", ovvero una nuova ipotetica organizzazione criminale composta da alcune famiglie di Cosa Nostra (soprattutto corleonesi e palermitane) e da alcune ndrine, come la 'Ndrina Piromalli, la 'Ndrina De Stefano, la 'Ndrina Pesce, la 'Ndrina Mammoliti, la 'Ndrina Morabito, la 'Ndrina Raso, la 'Ndrina Libri, la 'Ndrina Mancuso e altre.

### Le rivelazioni nel Processo Andreotti
Tra il 1993 e il 2004 si celebrò, nei suoi tre gradi di giudizio, presso le autorità giudiziarie di Palermo, Perugia e Roma, il processo contro Giulio Andreotti, al quale si ascoltarono anche le dichiarazioni di Gaetano Costa. Nel processo Andreotti emerse che Leoluca Bagarella nel periodo in cui era detenuto a Pianosa rivelò a Costa dell'intervento di compiuto dall'on. Lima e dal sen. Andreotti per ottenere il trasferimento di alcuni detenuti siciliani dal carcere di Pianosa a quello di Novara. Dopo uno o due mesi, dieci o quindici detenuti siciliani erano stati trasferiti al carcere di Novara: tra di loro vi erano, oltre a Bagarella ed allo stesso Costa, Santo Mazzei, Rosario Condorelli, Antonio Anastasi, Giuseppe Alticozzi, Nino Marano, Adolfo Scuderi, Gaetano Quartararo e un individuo di nome Rosario. In epoca successiva al trasferimento, Bagarella aveva invitato Costa a comunicare all'esterno dell'ambiente carcerario che a Messina occorreva indirizzare il consenso elettorale verso la Democrazia Cristiana e, in particolare, verso la corrente andreottiana. Dopo questa richiesta da parte di Leoluca Bagarella, Costa si premurò a informare Domenico Cavò, uno dei reggenti del suo clan a Messina, ancora a piede libero. Il collaboratore aveva, altresì, dichiarato di avere conosciuto nel carcere di Livorno, intorno al 1989-90, Francesco Paolo Anzelmo, il quale gli aveva confidato di essere stato impegnato, insieme al proprio suocero, nella realizzazione di lavori di rilevantissima entità a Messina per la costruzione di un complesso edilizio denominato Casa Nostra, nel quale avevano investito fondi Mariano Agate, Salvatore Riina, Leoluca Bagarella, Raffaele Ganci e Calogero Ganci. Costa avevo inoltre riportato tali informazioni su un ipotetico rapporto tra Andreotti ed il magistrato Carnevale: in Cosa Nostra si vociferava che c'era questo legame tra Andreotti e Carnevale e che il primo "aveva in mano" l'alto magistrato; Andreotti era "molto amico e intimo con Carnevale"; alcuni "uomini d'onore" scarcerati per decorrenza termini nel 1991 avevano avuto assicurazioni da Riina che "il Senatore Andreotti e il Senatore Lima stavano provvedendo ad aggiustare il processo in Cassazione".